# Porträtt av en stad
Porträtt av en stad är en svensk kortfilm från 1969 i regi av Jan Halldoff. I filmen guidar Per Anders Fogelström runt i Vita bergen på Södermalm i Stockholm och berättar om Anna-Charlotta vid sekelskiftet 1800-tal-1900-tal. Dessa berättelser varvas med spelade scener, mestadels utan tal.

## Rollista
- Monica Strömmerstedt - Klara-Charlotta, kallad Fyll-Klara
- Eddie Axberg - arbetslös ung man på 1930-talet
- Lars Hansson - arbetslös ung man på 1930-talet
- Per Anders Fogelström - berättaren
- Gurli Svedlund - kokerska
- Desirée von Bonsdorff - fallen kvinna
- Bo Halldoff - en man som misshandlar Klara-Charlotta
- Bengt Forslund - en man som hjälper Klara-Charlotta
- Majken Torkeli - de arbetslösa ungdomarnas mamma